# Abir Al-Sahlani
Abir Al-Sahlani (ur. 18 maja 1976 w Bagdadzie) – szwedzka polityk irackiego pochodzenia, posłanka do Riksdagu, deputowana do Parlamentu Europejskiego IX i X kadencji.

## Życiorys
Z zawodu menedżer projektów. Urodziła się w Iraku, osiedliła się w Szwecji. Kształciła się m.in. w zakresie nauk politycznych i psychologii, uzyskała magisterium na Uniwersytecie w Sztokholmie. W latach 2002–2003 była nauczycielką w szkole w gminie Nacka, gdzie zajmowała się dziećmi imigrantów. W 2003 wyjechała do Iraku, początkowo pracowała w administracji państwowej, koordynując współpracę między ministerstwami a tymczasową Iracką Radą Zarządzającą. W latach 2004–2007 była sekretarzem generalnym jednego z irackich liberalnych ugrupowań. W 2007 powróciła do Szwecji, została wówczas doradcą politycznym Partii Centrum do spraw zagranicznych i migracji.
Zasiadała w radzie gminy Härnösand. W 2010 weszła w skład Riksdagu jako zastępczyni poselska pełniącego funkcję ministra Andreasa Carlgrena. Od 2011 do 2014 sprawowała mandat deputowanej jako pełnoprawny członek parlamentu. W 2013 pojawiły się wobec niej podejrzenia dotyczące defraudacji funduszy przeznaczonych na projekty pomocowe w Iraku. W 2014 została ostatecznie oczyszczona z tych zarzutów.
Po odejściu z parlamentu pozostała działaczką centrystów, została też wiceprzewodniczącą Międzynarodówki Liberalnej. W 2019 ponownie wykonywała obowiązku zastępczyni poselskiej. W tym samym roku uzyskała mandat posłanki do Parlamentu Europejskiego IX kadencji. Z powodzeniem ubiegała się o poselską reelekcję w 2024.